# Ars (Charente)
Ars és un municipi francès situat al departament del Charente i a la regió de la Nova Aquitània. L'any 2007 tenia 725 habitants.

## Demografia

### Població
El 2007 la població de fet d'Ars era de 725 persones. Hi havia 284 famílies de les quals 60 eren unipersonals (44 homes vivint sols i 16 dones vivint soles), 84 parelles sense fills, 100 parelles amb fills i 40 famílies monoparentals amb fills.
La població ha evolucionat segons el següent gràfic:
Habitants censats

### Habitatges
El 2007 hi havia 319 habitatges, 297 eren l'habitatge principal de la família, 4 eren segones residències i 18 estaven desocupats. 315 eren cases i 2 eren apartaments. Dels 297 habitatges principals, 245 estaven ocupats pels seus propietaris, 41 estaven llogats i ocupats pels llogaters i 11 estaven cedits a títol gratuït; 4 tenien dues cambres, 20 en tenien tres, 64 en tenien quatre i 209 en tenien cinc o més. 203 habitatges disposaven pel capbaix d'una plaça de pàrquing. A 115 habitatges hi havia un automòbil i a 174 n'hi havia dos o més.

### Piràmide de població
La piràmide de població per edats i sexe el 2009 era:
| Homes | Edats   | Dones |
| ----- | ------- | ----- |
| 0     | 95 o +  | 0     |
| 4     | 90 a 94 | 4     |
| 0     | 85 a 89 | 4     |
| 4     | 80 a 84 | 0     |
| 16    | 75 a 79 | 16    |
| 4     | 70 a 74 | 16    |
| 20    | 65 a 69 | 12    |
| 16    | 60 a 64 | 12    |
| 0     | 55 a 59 | 16    |
| 28    | 50 a 54 | 8     |
| 48    | 45 a 49 | 32    |
| 28    | 40 a 44 | 36    |
| 16    | 35 a 39 | 32    |
| 40    | 30 a 34 | 28    |
| 36    | 25 a 29 | 36    |
| 20    | 20 a 24 | 16    |
| 32    | 15 a 19 | 20    |
| 8     | 10 a 14 | 32    |
| 20    | 5 a 9   | 24    |
| 24    | 0 a 4   | 28    |

## Economia
El 2007 la població en edat de treballar era de 465 persones, 348 eren actives i 117 eren inactives. De les 348 persones actives 324 estaven ocupades (169 homes i 155 dones) i 24 estaven aturades (12 homes i 12 dones). De les 117 persones inactives 58 estaven jubilades, 22 estaven estudiant i 37 estaven classificades com a «altres inactius».

### Ingressos
El 2009 a Ars hi havia 298 unitats fiscals que integraven 770 persones, la mediana anual d'ingressos fiscals per persona era de 19.510 €.

### Activitats econòmiques
Dels 35 establiments que hi havia el 2007, 3 eren d'empreses alimentàries, 1 d'una empresa de fabricació d'altres productes industrials, 5 d'empreses de construcció, 6 d'empreses de comerç i reparació d'automòbils, 2 d'empreses de transport, 4 d'empreses d'hostatgeria i restauració, 3 d'empreses immobiliàries, 6 d'empreses de serveis, 4 d'entitats de l'administració pública i 1 d'una empresa classificada com a «altres activitats de serveis».
Dels 6 establiments de servei als particulars que hi havia el 2009, 1 era una oficina de correu, 2 lampisteries, 2 empreses de construcció i 1 perruqueria.
Dels 5 establiments comercials que hi havia el 2009, 1 era una fleca, 1 una carnisseria, 1 una botiga d'equipament de la llar i 2 drogueries.
L'any 2000 a Ars hi havia 24 explotacions agrícoles que ocupaven un total de 945 hectàrees.

## Equipaments sanitaris i escolars
L'únic equipament sanitari que hi havia el 2009 era una farmàcia.
El 2009 hi havia una escola elemental integrada dins d'un grup escolar amb les comunes properes formant una escola dispersa.

## Poblacions més properes
El següent diagrama mostra les poblacions més properes.